# Mike Owusu
Mike Owusu (Kumasi (Ghana),  1 januari 1977) is een Ghanees voetballer met de Zweedse nationaliteit.
In 1986 kwam hij met z'n moeder vanuit Ghana naar Zweden. Owusu speelde in Zweden voor Malmö FF en  Örgryte IS voor hij begin 2001 bij N.E.C. kwam. Daar was hij als verdediger niet succesvol en werd vooral als invaller gebruikt. Na anderhalf jaar keerde hij na een half jaar zonder club gezeten te hebben terug naar Zweden waar hij, op een kort verblijf in Denemarken, zijn verdere carrière speelde. Eind 2009 beëindigde hij zijn spelersloopbaan en werd hij jeugdleider bij Höörs IS.